# Сограб Рагімі
Согрáб Рагімí (перс. سهراب رحیمی) — іранський поет, перекладач, літературний критик. Народився 1962 року в іранському місті Шехре-Корд неподалік Ісфахану. У 2013 році став лауреатом Міжнародної літературної премії імені Миколи Гоголя «Тріумф» за поетичні публікації в українських виданнях. Також Сограб Рагімі був редактором літературної сторінки «Sahneha.com», що містить оцифровану бібліотеку сучасної іранської поезії, переклади, рецензії, статті та інтерв'ю.
Сограб Рагімі народився 24 дея 1341 року за іранським сонячним календарем (20 грудня 1962 р.). Покинувши Іран, оселився у м. Мальме, Швеція. З 1989 року співпрацював із іранськими та шведськими видавництвами. 1996—1998 рр. був головним редактором поетичного часопису «Асар». Протягом останніх чотирьох років життя займався літературною критикою, співпрацюючи зі шведcькими виданнями. Його твори перекладені шведською, англійською, французькою, німецькою, іспанською, українською, китайською, турецькою, данською, російською та іншими мовами.
Тіло Сограба Рагімі знайшли у спаленій машині неподалік шведського міста Мальме 10 лютого 2016 року, провадиться розслідування вбивства.
Його дружина — поетеса Азіта Кагреман (перс. آزیتا قهرمان).

### Твори перською мовою
- Сограб Рагімі. Дім снів: Поетична збірка. — [Швеція], 1994—1995. (خانه خواب‌ها)
- Сограб Рагімі. Зіпсовані ядра часу: Поетична збірка. — [Швеція], 1995—1996. (هسته‌های فاسد زمان)
- Сограб Рагімі. Білий бальзам: Поетична збірка. — [Швеція], 1999—2000. (مرهم سپید)
- Сограб Рагімі. Лист для тебе: Потетична збірка. — Тегеран, 2006. (نامه‌ای برای تو)
- Сограб Рагімі. Геометричний закон меланхолії: Поетична збірка. — [Швеція], 2011. (رسم هندسی مالیخولیا)
- Сограб Рагімі. Нав'язливі сезони: Вибрані поезії. — Лондон, 2015. (فصل‌های اجباری)

### Твори шведською
- Сограб Рагімі. Бібліотекар війни, 2011 (Krigsbibliotekarien. Malmö: Smockadoll. ISBN 978-91-86175-15-3).
- Сограб Рагімі. Неминучі мандрівки, 2012 (Den ofrånkomliga resan. Serie Splint ; 008. Smockadoll. ISBN 978-91-86175-25-2).

### Переклади шведською
- «Подорожні записки Серендіба». Азіта Кагреман.
- «Невинні злочинці». Омід Магмуді.
- «Гіпноз у кабінеті доктора Каліґарі». Азіта Кагреман.
- «Колапс». Біжан Азізі.
- «Діамант у пилюці». Араш Есламі.
- Збірка поезій Наемі Дустдар.

### Переклади перською зі шведської
- «Світло темряви». Томас Транстремер. (спільно з Азітою Кагреман)
- «Проста оповідка». Марі Лондквіст. (спільно з Азітою Кагреман)
- «Місто без оборонного муру». Маґнус Вільям Ольсон. (спільно з Азітою Кагреман)
- «Жінки в Копенгаґені». Нільс Гау. (спільно з Азітою Кагреман)

### Критика
- Навпроти рук безсмертя. Літературна критика поезій Мегрнуша Курбаналі.